# دریاچه شیرا
دریاچه شیرا (انگلیسی: Lake Shira) یک دریاچه در استان خاکاسیای کشور روسیه است.